# Paraheteronyx quadriflabellata
Paraheteronyx quadriflabellata är en skalbaggsart som beskrevs av Moser 1924. Paraheteronyx quadriflabellata ingår i släktet Paraheteronyx och familjen Melolonthidae. Inga underarter finns listade i Catalogue of Life.